# Municipio de Vermontville
El municipio de Vermontville (en inglés: Vermontville Township) es un municipio ubicado en el condado de Eaton en el estado estadounidense de Míchigan. En el año 2010 tenía una población de 2053 habitantes y una densidad poblacional de 21,8 personas por km².

## Geografía
El municipio de Vermontville se encuentra ubicado en las coordenadas 42°38′12″N 85°1′10″O / 42.63667, -85.01944. Según la Oficina del Censo de los Estados Unidos, el municipio tiene una superficie total de 94.17 km², de la cual 93,51 km² corresponden a tierra firme y (0,7 %) 0,66 km² es agua.

## Demografía
Según el censo de 2010, había 2053 personas residiendo en el municipio de Vermontville. La densidad de población era de 21,8 hab./km². De los 2053 habitantes, el municipio de Vermontville estaba compuesto por el 97,66 % blancos, el 0,05 % eran afroamericanos, el 0,44 % eran amerindios, el 0,24 % eran asiáticos, el 0,24 % eran de otras razas y el 1,36 % eran de una mezcla de razas. Del total de la población el 1,75 % eran hispanos o latinos de cualquier raza.